# Байоглу, Джем
Джем Байоглу (тур. Cem Bayoğlu; род. 17 февраля 1977, Измир) — фотограф и визуальный художник, известен своими портретами знаменитостей и портретами изобразительного искусства, созданными с помощью уникальной техники освещения и цветов.

## Ранняя жизнь и карьера фотографа
Родился в 1977 году в Измире. Там же получил образование от начальной школы до университета. Затем в 1998 году окончил Университет Девятого сентября и начал работать в семейном бизнесе.
Интерес к фотографии появился в раннем возрасте благодаря проектору, показывавшему красочные позитивные фильмы.
С 1994 по 2000 году Джем сформировал группу со своими друзьями и начал играть на гитаре. В 2001 году отправился в Австралию для изучения английского языка и купил свой первый цифровой фотоаппарат. В 2006 году он в первые выпустил альбом под названием «Teselli», состоящий из его собственных композиций. После этого он продолжал интересоваться музыкой и фотографией, как хобби.
В 2011г до открытия своей первой фотостудии в Измире, он продолжал свою карьеру в семейном бизнесе.
В 2013 году Джем создал серию фотографий, находясь под сильным впечатлением от историй о домашнем насилии, в поддержку кампании «One Billion Rising» («Восстание на один миллиард»), основанной американской феминисткой и драматургом Ив Энслер. Сериал известный как «One Billion Suffers» («Один миллиард страдальцев»), впервые в мире был представлен на виртуальной выставке в Facebook. Виртуальная выставка транслировалась в течение четырнадцати дней и в конце этого периода была удалена, со всеми фотографиями, лайками и комментариями на странице, чтобы привлечь внимание к боли и исчезновению. Для Джема, серия «Один миллиард страдальцев» явилась мощным инструментом, позволившим рассказать миру о проблеме насилия и стала началом позитивных изменений в обществе.
Некоторые работы из его серии были выставлены на совместной выставке What Color Is Abuse, организованной художником-активистом Джо Стейном в Дюрене, Германия. Она была создана с участием тринадцати художников из разных стран. Первая выставка состоялась в церкви в городе Дюрен в 2013 году. Одной из фотографий Джема Байоглу на этой выставке была обложка журнала Weisser Ring, изданного в Германии.
С 2013 года он снимал фотографии, музыкальные клипы и рекламные ролики для многих известных имен и брендов. В 2017 году для проекта социальной ответственности «Ten Thousand Warm Hearts», запущенный компанией Forum Bornova Mall, он снял рекламный ролик и получил золотую медаль в категории ICSC Solal Marketing 2017 Awards / Corporate Social Responsibility, проходившей в Вене.
В 2019 году его произведения изобразительного искусства впервые были представлены в Европе на выставке ParisMaison et Objet. У Байоглу в основном три разных серии художественных фотографий, и одна из них очень уникальна и впечатляет. Его серия «Sinful Colors» не использует каких-либо значительных дополнений! «Sinful Colors» исследует цветовые схемы. Общий эффект был описан как «like a nightmare form of A Midsummer Night’s Dream riding on an erotic undercurrent.» («кошмарная форма Сна в летнюю ночь на эротическом потоке»).

## Стиль
Техники и композиции художественных фотографий и работ Джему напоминают стиль художников периода барокко, которые используют асимметрию против симметрии, криволинейные формы против геометрических форм и не признают правила и принципы классических работ.

## Работы

### Серия художественных фотографий
- Sinful Colors[18]
- Berceste[19]
- Underland[20]

### Обложки Музыкального Альбома, сделанные в Байоглу
- Teoman — Eski Bir Rüya Uğruna
- İskender Paydaş — Zamansız Şarkılar II
- Ferman Akgül — İstemem Söz Sevmeni
- Pamela Spence — Aslanlar Gibi
- Cenk Eren — Repertuvar Tanju Okan Şarkıları
- Cenk Eren — Repertuvar Selda Bağcan Şarkıları
- Volga Tamöz — No2
- Grup Mecaz — Heybe
- Gamze Matracı — Balkantoloji
- Yılmaz Kömürcü — Yeni Aşk
- Yıldız Hazel — Seve Seve
- Gizli Özne — Yalancı Şair

### Обложки Книги, сделанные Байоглу
- Hüseyin Mutlu Akpınar — Bir Baskan Bir Sehir Bir Ask
- Ferman Akgül — Osmanli Cadisi Tirnova (inner cover photos)[21]

### Фотографические выставки
- One Billion Suffers (Персональная выставка о насилии в отношении женщин, состоящих из четырнадцати фотографий)
- What Color Is Abuse (Выставка «Насилие в отношении женщин» с участием тринадцати художников из разных стран)

### Музыкальные клипы и рекламные ролики руководством Байоглу
- Ferman Akgül — İstemem Söz Sevmeni
- Yıldız Hazel — Seve Seve
- Kenan Doğulu — Swings With Blue In Green Big Band Concert[22]
- Folkart — October,29 Karsiyaka-Göztepe Friendship Commercial Film
- Forum Bornova Mall — Ten Thousand Warm Hearts

## Образ
Байоглу представлен в Cobra Art Gallery в Нидерландах

## Рекомендация
1. 1 2 3 4  Milliyet Online News Paper «Who Is Cem Bayoglu». Дата обращения: 8 апреля 2020. Архивировано 16 февраля 2020 года.
2. ↑  Vatan Online News Paper «Who Is Cem Bayoglu»
3. ↑  Haberini Oku News — Studio Opening News. Дата обращения: 8 апреля 2020. Архивировано 16 февраля 2020 года.
4. ↑  Haberler.com — Haberler News — Exhibition News. Дата обращения: 8 апреля 2020. Архивировано 16 февраля 2020 года.
5. ↑  Hürriyet Online News Paper — Exhibition News. Дата обращения: 8 апреля 2020. Архивировано 16 февраля 2020 года.
6. ↑  Hürriyet Online News Paper — 1 Million Suffering Women News. Дата обращения: 8 апреля 2020. Архивировано 16 февраля 2020 года.
7. ↑  The Ritz Herald by Senior Writer Erich Rüthers. Дата обращения: 8 апреля 2020. Архивировано 16 мая 2021 года.
8. ↑  Jo-Stein Official — What Color Is Abuse. Дата обращения: 8 апреля 2020. Архивировано 20 июля 2019 года.
9. ↑  German News Entitled Photographers Struggle Against Abuse. Дата обращения: 8 апреля 2020. Архивировано 16 февраля 2020 года.
10. ↑  «Weisser Ring» Magazine Cover. Дата обращения: 8 апреля 2020. Архивировано из оригинала 16 февраля 2020 года.
11. ↑  ICSC Solal Marketing Awards 2017 Winners — Page.6. Дата обращения: 8 апреля 2020. Архивировано 25 февраля 2020 года.
12. ↑  Hürriyet Online News Paper — Maison et Objet Paris News. Дата обращения: 8 апреля 2020. Архивировано 16 февраля 2020 года.
13. ↑  Cem Bayoglu’s Official Web Page. Дата обращения: 4 июня 2022. Архивировано 10 июня 2017 года.
14. 1 2  London Post — Meet Cem Bayoglu: The Modern Fine-Art Photographer. Дата обращения: 8 апреля 2020. Архивировано 16 февраля 2020 года.
15. ↑  Essex-Tv News — Introducing Cem Bayoglu: Fine Art Photographer Extraordinaire. Дата обращения: 8 апреля 2020. Архивировано 18 июня 2021 года.
16. ↑  Digital Journal — Rhapsody of Color: The Work of Fine Art Photographer Cem Bayoglu. Дата обращения: 8 апреля 2020. Архивировано 25 февраля 2020 года.
17. ↑  The Light Master Cem Bayoğlu by Milliyet News Paper editor Ihsan Dindar. Дата обращения: 8 апреля 2020. Архивировано 12 августа 2020 года.
18. ↑  Sinful Colors. Дата обращения: 8 апреля 2020. Архивировано 7 апреля 2020 года.
19. ↑  Berceste. Дата обращения: 8 апреля 2020. Архивировано 7 апреля 2020 года.
20. ↑  Underland. Дата обращения: 8 апреля 2020. Архивировано 7 апреля 2020 года.
21. ↑  Book covers. Дата обращения: 8 апреля 2020. Архивировано 7 апреля 2020 года.
22. ↑  Swings With Blue In Green Big Band Concert
23. ↑  Cobra Art Gallery Master Pieces. Дата обращения: 8 апреля 2020. Архивировано 16 февраля 2020 года.